# アルマゲドン2011
『アルマゲドン2011』（原題: Meteor Storm）は、アメリカ合衆国の映画。

## キャスト
| 役名                 | 俳優                   | 日本語吹替 |
| -------------------- | ---------------------- | ---------- |
| トム・ヤング         | マイケル・トルッコ     | 入江崇史   |
| ミシェル・ヤング     | カリ・マチェット       | 山崎美貴   |
| カイル・ケンバー     | エリック・ジョンソン   | 川島得愛   |
| レナ                 | ララ・ギルクリスト     | 安奈ゆかり |
| ブルック大将         | ケヴィン・マクナルティ | 中博史     |
| ジャック・クランシー | ヴィヴ・リーコック     | 黒澤剛史   |
| カーラ・ヤング       | キルステン・プラウト   | 山根舞     |
| ジェイソン・ヤング   | ブレット・ディーア     | 佐藤拓也   |
| ローラ               | エミリー・ホームズ     | 桜井ひとみ |

- その他の日本語吹き替え：中川和恵／水野樹里／町田政則／関直人／篠原千佳／坂巻学